# IC 4667
IC 4667 — галактика типу NF (в процесі підтвердження) у сузір'ї Дракон.
Цей об'єкт міститься в оригінальній редакції індексного каталогу.